# Aécio de Borba
Aécio de Borba Vasconcelos (Fortaleza, 6 de abril de 1931 - Fortaleza, 24 de março de 2021) foi um advogado, jornalista, professor, empresário, industrial, agropecuarista, dirigente esportivo e político brasileiro com base no Ceará e filiado ao Progressistas (PP).

## Dados biográficos
Filho de José de Borba Vasconcelos e Maria Melo de Borba Vasconcelos. Advogado formado em 1954 na Universidade Federal do Ceará, filiou-se à UDN, mas conquistou seu primeiro mandato pelo PL ao ser eleito vice-prefeito de Fortaleza em 1958 assumindo o cargo interinamente ao longo da gestão Manoel Cordeiro Neto. Eleito deputado estadual em 1962 afastou-se do mandato para ocupar a Secretaria de Planejamento e depois a Secretaria de Agricultura no primeiro governo Virgílio Távora. Dirigente esportivo, foi um dos fundadores e primeiro e único presidente da Confederação Brasileira de Futebol de Salão (CBFS) em 1979, ano em que foi nomeado assessor especial do governo cearense com o retorno de Virgílio Távora ao poder.
Com o fim do bipartidarismo trocou a ARENA pelo PDS pelo qual foi eleito deputado federal em 1982, 1986 e 1990 e mesmo ausente na votação da Emenda Dante de Oliveira em 1984, votou em Paulo Maluf no Colégio Eleitoral em 1985, participou da Assembleia Nacional Constituinte que elaborou a Constituição de 1988 e votou pela abertura do processo de impeachment do presidente Fernando Collor em 1992. Com a extinção do PDS ingressou no PPR ficando na suplência em 1994 chegando a exercer o mandato mediante convocação.
Foi bicampeão brasileiro de seleções em 1967 e 1969, dirigindo a seleção cearense. Depois comandou a seleção brasileira de futsal na conquista do campeonato sul-americano em 1969. Em sua homenagem, foi construído o Ginásio Aécio de Borba, em Fortaleza.
Faleceu em fortaleza no dia 24 de março de 2021, aos 89 anos, em decorrência de problemas renais.

## Laços familiares
Seu pai foi deputado federal e ajudou a elaborar a Constituição de 1946. Cunhado de Mauro Benevides, é tio dos políticos Carlos Benevides e Mauro Benevides Filho.